# بلقان حسن كندي
بلقان حسن‌ كندي هي قرية في مقاطعة هشترود، إيران. عدد سكان هذه القرية هو 90 في سنة 2006.